# 米基利斯凱 (大布爾盧克市鎮)
50°1′45″N 37°31′44″E / 50.02917°N 37.52889°E
米基利斯凱（烏克蘭語：Микільське）是位於烏克蘭東部的鄉村居民點，由哈爾科夫州庫皮揚斯克區的大布尔卢克市镇負責管轄。該村處於下德沃里奇納河畔，始建於1838年，面積0.07平方公里，海拔高度132米，2001年人口41。